# Batinski most
Batinski most, cestovni most kod Batine na rijeci Dunavu, Hrvatska. Najvažnija je prometna veza Baranje (Hrvatska) s Bačkom (Srbija). Prije izgradnje mosta prijevoz preko rijeke na ovom dijelu bio je skelom. Cestovni most sagrađen je 1974. godine.

## Vanjske poveznice
|  | Zajednički poslužitelj ima još gradiva o temi Batinski most |